# Tombalbaye-rezsim (1960–1975)

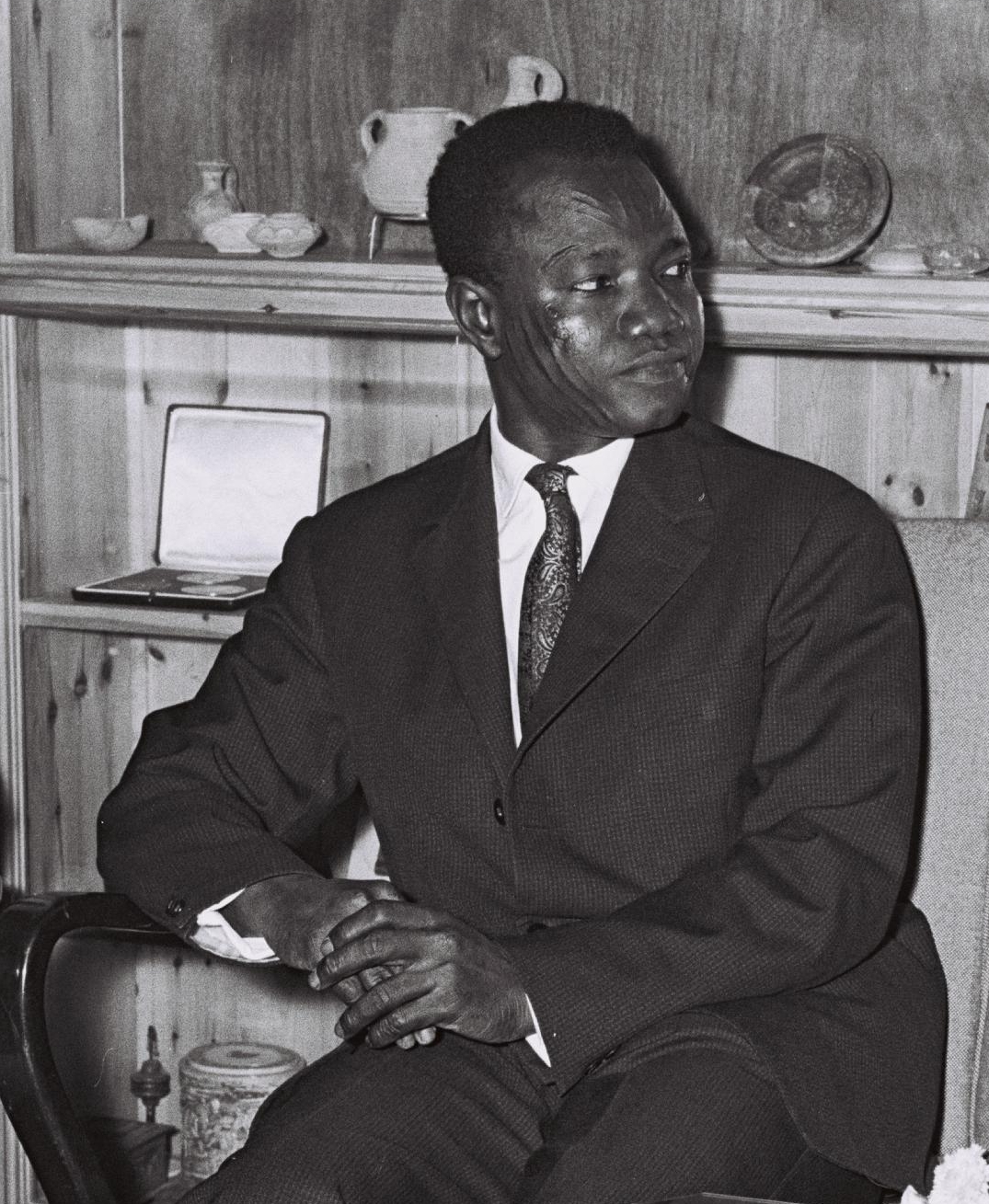
Francois Tombalbaye Csád első elnöke

1960-ban Csád elnyerte függetlenségét Francois Tombalbaye vezetésével kilépett az Francia Egyenlítői Afrikából. Tombalbaye volt az egyik legmeghatározóbb személy Csád életében. Rasszista és autokratikus politikája gazdasági hanyatlást, romlást váltott ki amellett, hogy az északi arab kisebbségek fellázadtak ellene. Később már a déli etnikumoknak is elege lett abból, hogy Tombalbaye kormánya nem képes megbirkózni az éhínséggel, a betegségekkel, az írástudatlanság kritikus számával és az elsivatagosodással. Először semleges, progresszív politikát folytatott, de a hetvenes években felerősödő pánafrikanizmus miatt Tombalbaye beszüntette a progresszív politikát és szakított a nyugattal, helyette inkább a többi afrikai országgal próbált kapcsolatot kiépíteni. 15 éves vezetés után 1975-ben Tombalbaye-t meggyilkolták.

## A rezsim

Csád zászlaja

A függetlenség után Tombalbaye eléggé autokratikus stílusban irányította az országát. A demokrácia iránti bizalmatlanság jeléből a pártjából – a Csádi Progresszív Párt-ból (PPT) – kirúgta Gabriel Lisette-t és – ráadásképp – száműzte az országból. Később Tombalbaye egyre tekintélyelvűbb intézkedéseket vezetett be. Hogy bizonyítsa karizmatikusságát és tekintélyét betiltotta az összes politikai pártot a sajátján kívül. 1963-ban pedig amikor tüntetések és zavargások terjedtek a fővárosban, N'Djamenában – korábbi Fort-Lamy-ban – Tombalbaye "szükségállapotot" rendelt el és feloszlatta a teljes országgyűlést. Az ellenzéki politikusokat háziőrizetben tartották. A többi vélt vagy valós politikai ellenfelet pedig vagy börtönbe vetették vagy pedig kivégezték. 1964-ben Tombalbaye új nemzetgyűlést hozott létre. A legfontosabb tisztségekbe és pozíciókba a hozzá lojális társait és barátait helyezte. 1964 végére Tombalbaye a markában tartotta a teljes országot. A francia tisztségviselőket és a francia rendfenntartókat pedig leváltották és átvették a helyüket a csádiak. Tombalbaye diszkriminálta az északi arab kisebbségieket, ami miatt a népszerűsége és a reputációja erősen megzuhant. A gazdaság látványos romlása és hanyatlása annak köszönhető, hogy a fokozott fejlesztések helyett erőltetetten és villámgyorsan akartak egyről a kettőre haladni, továbbá az új csádi tisztség viselők kevésbé voltak tapasztaltak és képzettek, mint francia elődeik. A muszlimokat tovább sújtották a diszkriminációk és a rasszista törvények; betiltották a szakállat és a turbán viselését, aki nem tartotta be a törvényt, azt – jobb esetben – megbírságolták. Öt évvel a függetlenség után egyre inkább megnőttek a fegyveres összecsapások és konfliktusok száma, hála Tombalbaye agresszív politikájának.

## Lázadás Csádban
1965. november 1-jén zavargások törtek ki a kormány adócsalásai és a rossz gazdaság vezetése miatt. A kisebb tüntetések végül országossá váltak. 1968-ban újabb lázadás kezdődött Aouzou-ban. Csád középső részén az utazás egyre fenyegetőbbé és veszélyesebbé vált. Tombalbaye 1969-ben elfogadta a francia feltételeket és Csádban elkezdődött egy fokozatos libelarizációs folyamat. 1969-ben a választásokon Tombalbaye tarolt. Tombalbaye elismerte hogy hibázott és meg fogja hozni a kellő intézkedéseket. Ellátogatott az északi régiókba, ahol sót és cukrot osztott az embereknek. A rend látszólag helyreállt és Franciaország kivonta csapatait az országból. Franciaország 1971-ben kivonta erőit Csádból. 1971. augusztusában ezek a reformtörekvések abbamaradtak, Tombalbaye leleplezett egy összeesküvést amelyet – elvileg – Kadhafi pénzelt. Kalthouma Nguembang-ot megvádolta hogy részt vesz az összeesküvésben, ezért letartoztatták és megkínozták. Tombalbaye azonnal megszakította a kapcsolatokat az ország északi szomszédjával és engedélyezte a Kadhafi ellenes erők akcióit Csád területéről. Kadhafi válaszul elismerte a FROLINAT-ot. 
A hetvenes évek elején a pánafrikanizmus felerősödése miatt Tombalbaye feloszlatta a PPT-t és létrehozta a Nemzeti Mozgalom a Kulturális és Szociális Forradalomért nevű pártot. Bevezette a yondo-t, a keresztény misszionáriusokat kiűzték az országból. Gyakoriak voltak a francia kormány elleni felszólalásai és támadásai. Az 1970-es évek elején súlyosbodó aszály Csád romló politikai és gazdasági helyzetét is befolyásolta. 1974 folyamán Csád szárazságcsökkentő erőfeszítéseinek nemzetközi kritikája új csúcsot ért el, mivel nyilvánvalóvá vált a kormány korrupciója és nyílt haszonszerzése.

## A rezsim bukása
A kormány megpróbálta felpörgetni a mezőgazdaságot közmunkaprogrammal. Tombalbaye kikelt a hadsereg ellen is, rengeteg előléptetést és lefokozást hajtott végre, ami miatt elvesztette a katonák hűségét. 1975.április 13-án Tombalbaye-t meggyilkolták. Ezután Félix Malloum lett az elnök.

## Fordítás
- Ez a szócikk részben vagy egészben  a   Tombalbaye government című angol Wikipédia-szócikk fordításán alapul.  Az eredeti cikk szerkesztőit annak laptörténete sorolja fel. Ez a jelzés csupán a megfogalmazás eredetét és a szerzői jogokat jelzi, nem szolgál a cikkben szereplő információk forrásmegjelöléseként.